# Gimpel (sommet)
Pour les articles homonymes, voir Gimpel.
Le Gimpel est un sommet des Alpes, à 2 173 m d'altitude, dans les Alpes d'Allgäu, et en particulier dans les montagnes de Tannheim, en Autriche (Land du Tyrol).